# リチャード・シモンズのスリムな料理SHOW
リチャード・シモンズのスリムな料理SHOW（リチャード・シモンズのスリムなりょうりショー）はCSで放送された料理番組である。
アメリカではダイエットのエキスパートとして有名なリチャード・シモンズが手掛けたヘルシー料理中心の料理番組であり、主にFOOD系のチャンネルで放送された。 ダイエットの教祖として名高いリチャードが、オネエ言葉でギャグやジョークを時折り混ぜながら料理を進行し、お約束のカロリー計算もあるという番組。

## 出演者
- リチャード・シモンズ：松尾貴史
- スタッフなど：吉田ジョージ

## タイトル・メニュー
- 手作りシリアルでヘルシー朝食
- フライドチキン・グレイヴィーソースがけ～
- チリ料理（ターキー・チリ）
- イタリア風ベイクドポテト
- 低カロ!チョコムース
- 軽～い、ラザニア
- 米国人大好き！カントリーチキン
- オー!グー!ラタトゥユ～
- ダイエット用朝食ドリンク～
- 蒸し魚レモンソース～